# Edin Mujčin
Edin Mujčin (Bosanski Brod, 1970. január 4. –) bosznia-hercegovinai válogatott labdarúgó.

## Nemzeti válogatott
A bosznia-hercegovinai válogatottban 24 mérkőzést játszott.

## Statisztika
| Bosznia-hercegovinai válogatott | Bosznia-hercegovinai válogatott | Bosznia-hercegovinai válogatott |
| Időszak                         | Mérk.                           | gól                             |
| ------------------------------- | ------------------------------- | ------------------------------- |
| 1997                            | 4                               | 1                               |
| 1998                            | 5                               | 0                               |
| 1999                            | 6                               | 0                               |
| 2000                            | 3                               | 0                               |
| 2001                            | 4                               | 0                               |
| 2002                            | 2                               | 0                               |
| Összesen                        | 24                              | 1                               |